# Barbus apleurogramma
Espèce
Synonymes
- Agrammobarbus babaulti (Pellegrin, 1935)[2]
- Barbus amboseli Banister, 1980[3]
- Barbus aphantogramma Regan, 1920[2]
- Barbus apleurogramma Boulenger, 1911[2]
- Barbus apleurogramma[4]
- Barbus babaulti Pellegrin, 1935[2]
- Barbus lapsus Banister, 1973[2]
- Barbus rufua (Pappenheim & Boulenger, 1914)[2]
- Barbus scheemanni Klausewitz, 1957[2]
- Barbus schneemanni Klausewitz, 1957[2]
- Barbus zanzibaricus paucior Hilgendorf, 1905[2]
- Enteromius apleurogramma (Boulenger, 1911)[2]
- Enteromius apleurogramma Barbus apleurogramma Boulenger, 1911 (préféré par NCBI)[4]

Statut de conservation UICN

 LC  : Préoccupation mineure
Barbus apleurogramma (nom commun anglais : East african red finned barb) est une espèce de poisson du genre Barbus appartenant à la famille des cyprinidés.

## Description
Barbus apleurogramma est un petit poisson d'eau douce (taille maximale connue : 54 mm). Il se nourrit de larves d'insectes.

## Distribution
Barbus apleurogramma est très largement distribué en Afrique. On le rencontre dans les bassins des lacs Victoria, Édouard, Kivu, Tanganyika, Rukwa, et des rivières Achwa, Rusizi, Malagarasi ainsi que dans les rivières côtières du Kenya et de la Tanzanie, dans la partie supérieure du Congo et dans les cours d'eau du plateau de l'Ennedi au Tchad.

## Synonymie
Barbus apleurogramma possède de très nombreux synonymes :
- Agrammobarbus babaulti (Pellegrin, 1935)
- Barbus amboseli Banister, 1980
- Barbus aphantogramma Regan, 1920
- Barbus babaulti Pellegrin, 1935
- Barbus lapsus Banister, 1973
- Barbus rufua (Pappenheim & Boulenger, 1914)
- Barbus scheemanni Klausewitz, 1957
- Barbus schneemanni Klausewitz, 1957
- Barbus zanzibaricus paucior Hilgendorf, 1905
- Enteromius apleurogramma (Boulenger, 1911)